# Trematocephalus
Genre
Trematocephalus est un genre d'araignées aranéomorphes de la famille des Linyphiidae.

## Distribution
Les espèces de ce genre se rencontrent en zone paléarctique et au Sri Lanka.

## Liste des espèces
Selon World Spider Catalog (version 16.5, 4/12/2015) :
- Trematocephalus cristatus (Wider, 1834)
- Trematocephalus obscurus Denis, 1950
- Trematocephalus simplex Simon, 1894
- Trematocephalus tripunctatus Simon, 1894

## Publication originale
- Dahl, 1886 : Monographie der Erigone-Arten im Thorell schen. Sinne, nebst andern Beiträgen zur Spinnenfauna Schleswig-Holsteins. Schriften des Naturwissenschaftlichen Vereins für Schleswig-Holstein, vol. 6, p. 65-102 (texte intégral).